# Метчик
Ме́тчикът е инструмент за нарязване на вътрешни резби. Представлява винт с нарязани прави и винтови режещи канали, които образуват режещи ръбове. Закрепва се посредством оформената като квадрат опашна част върху въртока, след това работната (режеща) част се поставя в предварително пробитото (а при необходимост и фрезенковано) до нужния диаметър отверстие и чрез въртеливо движение се нарязва резбата.
При нарязването най-често се използва комплект от два или три метчика, които се отличават по размерите и точността на профила, като всеки следващ номер е за по-фина обработка на отвора.
Работната част на метчика има режеща и калибрираща част.

Метчици биват за глухи и проходни отвори.

Метчиците се изработват от твърди сплави и бързорежеща стомана.

За получаването на вътрешни резби чрез пластично деформиране се използват метчици, които не правят стружка. При тях няма стружкови канали.
За нарязването на резба в детайл трябва предварително да се пробие отвор с диаметър, равен на номиналния размер на резбата, минус размера на стъпката на резбата (например за резба М10х1,5 трябва да се пробие отвор 10 – 1,5 = ~8,5 mm). Също така е добре да се знае, че отворът зависи и от материала, който се обработва.
С цел удължаване живота на работа на метчика, както и за оптимално качество на резбата, преди и по време на нарязването на резбата се използват така наречените режещи масла (при нарязване на резби в метали) или смазочно-охлаждащи течности (СОТ), но също така (главно на непрофесионално ниво или като компромис) биха могли да се използват и други смазки – например грес или др.)
Смазочно-охлаждащите течности (СОТ) са предназначени да:
- намаляват силата на триене между инструмента и обработвания материал
- създават защитен смазочен филм на базата на дисперсия
- подобряват охлаждането
- подпомагат отвеждането на отделените по време на нарязването стружки

Видът на смазочно-охлаждащата течност зависи от материала, който ще бъде обработван.
По време на нарязването на всеки 2 – 3 оборота (а понякога и по-често, в зависимост от използвания метчик/материала/резбата/ и т.н.) метчикът се завърта на около половин оборот в обратна на нарязването посока, с цел откъсване на образувалата се стружка.